# Agalliopsis neopepino
Agalliopsis neopepino är en insektsart som beskrevs av Paul W. Oman 1935. Agalliopsis neopepino ingår i släktet Agalliopsis och familjen dvärgstritar. Inga underarter finns listade i Catalogue of Life.